# Anne-Mette Nørregaard
Anne-Mette Nørregaard født 27. juni 1972 er dansk kvindelig eventyrer og forfatter. Anne-Mette Nørregaard krydsede indlandsisen sammen med Danna Corke i 2005. De var den første rene danske kvindeekspedition til at krydse indlandsisen fra vest mod øst.
I 2007-2008 deltog Anne-Mette Nørregaard i Verdens vakreste skitur på Antarktis sammen med nordmændende Randi Skaug og Kristin Moe-Krohn. Nytårsaften 2007 besteg hun Mount Vinson på Antarktis som første danske kvinde.
Nørregaard blev optaget i Kvindelige Eventyreres Klub i 2006 